# Jakarta
Jakarta er Indonesiens hovedstad og mest befolkede by. Byen ligger på øen Java. Jakarta har 10.562.088(2020) indbyggere. Jakarta metroområde har 31.760.000(2016) indbyggere.

## Historie
En tidlig bosættelse på stedet blev navngivet Jayakarta (sanskrit for sejrens by). Den blev ødelagt i 1619 af styrker fra det hollandske Østindiske Kompagni, anført af Jan Pieterszoon Coen. Kompagniet grundlagde en ny bosættelse som kom til at hedde Batavia, for at have en udskibningshavn til den stigende handel med krydderier.
Byen blev omdøbt til Jakarta efter 2. Verdenskrig.
Jakarta er en af verdens mest trafikerede byer.

## Befolkning
Siden 1950 har Jakarta tiltrukket folk fra andre dele af Java og Indonesiske øer. Mange af disse kom til Jakarta af økonomiske grunde, fordi byen rummede mulighed for job og forhøjet levestandard.
Jakarta har en befolkningstæthed af 15.174 mennesker pr. km² på et areal af 661 km².